# CK Vis
Curling klub Vis je hrvatski curling klub iz Zagreba.  
Utemeljen je 2003. godine. Sjedište je na adresi Hanžekovićeva 43.
Na prvom PH u curlingu 2006. osvojili bili treći, iza Zagreba i Čudnovatog čunjaša.
Na drugom PH u curlingu održanom 2007. su bili doprvaci, iza Zagreba, a ispred Čudnovatog čunjaša. Bili su prvi klub koji je curlingašima Zagreba uzeli bod na prvenstvima, odnosno, spriječili ih u postizanju stopostotnog učinka.

## Vanjske poveznice
- Hrvatski curling savez  Arhivirana inačica izvorne stranice od 17. veljače 2009. (Wayback Machine)